# Мексикански отровен гущер
Мексиканският отровен гущер (Heloderma horridum) е вид отровен гущер от семейство Отровни гущери (Helodermatidae).

## Разпространение и местообитание
Видът се среща главно в Мексико и Южна Гватемала. Техните местообитания са предимно в пустинята, тропическите широколистни гори и горите с трънливи храсти, но се срещат също и в борово-дъбови гори на надморска височина до 1500 метра.

## Описание
Той и другият член на същия род, Аризонският отровен гущер (H. suspectum), са единствените гущери, за които е известно, че са развили система за произвеждане на отрова. Този вид е по-голям от аризонския, има по-матова окраска, черен е с жълтеникави ивици. Тъй като това е хищник, който се храни предимно с яйца, основната употреба на отровата му все още се дебатира сред учените. Установено е, че тази отрова съдържа няколко ензима, полезни за производството на лекарства за лечение на диабет.